# Tadashi Abe
Tadashi Abe, född 1926 och död 23 november 1984, var en japansk aikido- och judolärare. Han innehade graden sjätte dan inom aikidoorganisationen Aikikai.
Abe började träna aikido i Osaka. Under andra världskriget var han uchideshi hos aikidons grundare, Morihei Ueshiba, i dennes dojo i den lantliga staden Iwama. Abe, som kom till Frankrike 1952 för att studera juridik på Sorbonne-universitetet, var en av de första japanska aikidolärarna som undervisasade i Europa och fick därmed stor betydelse för europeisk aikido. Abe gav ut två tidiga aikidoböcker på franska. Utöver gärningen som utövare och lärare är Abe känd för ett brev där han hårt kritiserade ki-aikidons skapare Koichi Tohei, sedan denne lämnat Aikikai för att skapa sin egen organisation.